# إسحاق كوهن
إسحاق كوهن هو حاخام إسرائيلي، ولد في 26 يوليو 1914 في لنلي ‏ في المملكة المتحدة، وتوفي في 30 نوفمبر 2007 في القدس في إسرائيل.